# KFC Alken
Maillots
Dernière mise à jour : 4 août 2017.
Le Koninklijke Football Club Alken est un club de football belge basé dans la ville d'Alken, dans le Limbourg. Fondé en 1935, le club porte le matricule 3916 et évolue en 2017-2018 en deuxième provinciale. Au cours de son Histoire, il a disputé 10 saisons dans les divisions nationales, toutes en Promotion, le quatrième niveau du football belge.
Le matricule 3916 a connu deux fusions qui ont fait passer sa dénomination initiale de Sporting Alken en K. Waterkant Sporting Alken en 1995, puis à celle de K. FC Alken en 2016.

## Histoire
Un club plus ancien existe à Alken, le Sport Kring Alken (ou Alken SK). Il est affilié initialement à la Vlaamse Voetbal Bond, puis le 28 août 1934, il s'affilie à l'URBSFA et reçoit le matricule 2157. Mais ce matricule est radié le 12 octobre 1936. On ne dispose pas d'informations sur d'éventuels rapports de cause à effet ou autres liens avec l'actuel matricule 3916.
Le Sporting Alken est fondé en 1935, et s'affilie d'abord à la Vlaams Katholiek Sportverbond, une fédération régionale. Le 22 septembre 1943, le club rejoint l'Union Belge et reçoit le matricule 3916. Il démarre au plus bas niveau provincial, et obtient sa première montée en 1949. Le club est relégué l'année suivante, et obtient une deuxième promotion en 1955. Le club est à nouveau relégué au plus bas niveau en 1960 à la suite d'une affaire de corruption, mais s'apprête à rebondir et connaître une période de succès.
À peine relégué, Alken remporte le titre et remonte d'un niveau. La saison suivante, il remporte une nouvelle fois sa série et monte en première provinciale. Après une saison d'adaptation, il décroche son troisième titre en quatre saisons en 1964, ce qui lui ouvre pour la première fois de son histoire les portes de la Promotion. Le club réalise deux très bonnes premières saisons, terminant quatrième puis cinquième. Par la suite, il recule au classement, terminant deux saisons dans le milieu du classement. En 1969, le club termine bon dernier dans sa série, avec seulement trois matches pour vingt-sept défaites durant la saison. Après cinq saisons au niveau national, Alken est renvoyé vers les séries provinciales.
Deux ans plus tard, le club subit une nouvelle relégation, et se retrouve en deuxième provinciale. Il remonte néanmoins parmi l'élite provinciale après deux saisons, où après deux saisons à lutter pour son maintien, il s'installe dans le haut du classement. Le 30 juillet 1977, le club reçoit la visite du Sporting d'Anderlecht en 32e de finales de la Coupe de Belgique, et subit une large défaite 1-10. Finalement, Alken remporte un nouveau titre provincial en 1979, et remonte ainsi en Promotion. Le club termine quatrième au terme de sa première saison, puis troisième la saison suivante. Mais à nouveau, il ne confirme pas sur la durée, et est relégué au terme de la saison 1982-1983.
Le club est champion provincial l'année suivante, et monte pour la troisième fois en Promotion en 1984. Alken joue le titre jusqu'au bout, et termine à égalité de points avec Eupen, mais le club germanophone est sacré champion pour avoir remporté plus de victoires. Après être passé si près d'une montée historique en Division 3, le club réalise une saison catastrophique l'année suivante, terminant dernier avec seulement six points, et relégué vers les séries provinciales limbourgeoises en 1985. Il n'est plus jamais remonté en Promotion depuis.
Alken connaît alors une succession de relégations durant les années qui suivent. Renvoyé en deuxième provinciale en 1987, il chute en troisième provinciale en 1990, et en quatrième l'année suivante, soit le plus bas niveau du football belge. C'est à ce niveau qu'il fête son titre de « Société Royale » obtenu le 9 février 1993, et change son appellation officielle en Koninklijke Sporting Alken.

### KWS Alken
Le 1er juillet 1995, le club fusionne avec le VK Waterkant, pour former le Koninklijke Waterkant Sporting Alken (K. WS Alken), conservant le matricule 3916 d'Alken. Le club fusionné prend néanmoins la place de Waterkant en troisième provinciale, mais il en est relégué après trois saisons. Il remonte en « P3 » en 2003 via le tour final, puis rejoint la deuxième provinciale en 2010, toujours par l'entremise du tour final. Il ne dispute qu'une saison à ce niveau, avec une nouvelle relégation à la clé. Un an plus tard, il remporte le titre dans sa série de troisième provinciale et remonte en deuxième provinciale pour la saison 2012-2013.

### KFC Alken
Le 1er juillet 2017, le KWS Alken fusionne avec deux autres cercles de l'entité: le VC Toekomst Terkoest Alken (matricule 7321) fondé le 11 juillet 1969 et l'Eendracht Sint-Joris Alken (matricule 9322) fondée le 28 janvier 1998. Le club constitué prend la dénomination de Koninklijke Football Club Alken (K. FC Alken).

## Logos

ancien logo du KWS Alken
dernier logo du KWS Alken
dernier logo du VC TT Alken
dernier logo de l'Eend. SJ Alken

## Résultats dans les divisions nationales
Statistiques mises à jour le 24 juin 2013

### Bilan
| Niv | Divisions     | Jouées | Titres | TM Up | TM Down |
| --- | ------------- | ------ | ------ | ----- | ------- |
| I   | 1re nationale | 0      | 0      |       |         |
| II  | 2e nationale  | 0      | 0      |       |         |
| III | 3e nationale  | 0      | 0      |       |         |
| IV  | 4e nationale  | 10     | 0      |       |         |
| V   | 5e nationale  | 0      | 0      |       |         |
|     |               |        |        |       |         |
|     | TOTAUX        | 10     | 0      | 0     | 0       |

- TM Up : test-match pour départager des égalités, ou toutes formes de Barrages ou de Tour final pour une montée éventuelle.
- TM Down : test-match pour départager des égalités, ou toutes formes de Barrages ou de Tour final pour le maintien.

### Classements saison par saison
| Ordre               | Saison  | Nom du club | Niveau            | Classement final | Remarques     |
| ------------------- | ------- | ----------- | ----------------- | ---------------- | ------------- |
| 1                   | 1964-65 | KS Alken    | Promotion série C | 4e/16            |               |
| 2                   | 1965-66 | KS Alken    | Promotion série B | 5e/16            |               |
| 3                   | 1966-67 | KS Alken    | Promotion série C | 10e/16           |               |
| 4                   | 1967-68 | KS Alken    | Promotion série D | 11e/16           |               |
| 5                   | 1968-69 | KS Alken    | Promotion série B | 16e/16           | Relégué!      |
| séries provinciales |         |             |                   |                  |               |
| 6                   | 1979-80 | KS Alken    | Promotion série C | 4e/16            |               |
| 7                   | 1980-81 | KS Alken    | Promotion série D | 3e/16            |               |
| 8                   | 1981-82 | KS Alken    | Promotion série C | 14e/16           | Relégué!      |
| séries provinciales |         |             |                   |                  |               |
| 9                   | 1983-84 | KS Alken    | Promotion série C | 2e/16            | [ saisons 1 ] |
| 10                  | 1984-85 | KS Alken    | Promotion série D | 16e/16           | Relégué!      |
| séries provinciales |         |             |                   |                  |               |